# Балыктыколь (Капанбулакский сельский округ)
Балыктыколь (каз. Балықтыкөл) — село в Жарминском районе Абайской области Казахстана. Входит в состав Капанбулакского сельского округа. Находится примерно в 49 км к югу от центра города Чарска. Код КАТО — 634475200.

## Население
В 1999 году население села составляло 141 человек (78 мужчин и 63 женщины). По данным переписи 2009 года, в селе проживало 78 человек (44 мужчины и 34 женщины).